# آشبرگ (شلسویگ-هولشتاین)
آشبرگ (به آلمانی: Ascheberg) یک شهر در آلمان است که در Plön (District) واقع شده‌است. آشبرگ ۳٬۱۹۶ نفر جمعیت دارد.